# Phyllonorycter adderis
Phyllonorycter adderis is een vlinder uit de familie mineermotten (Gracillariidae). De wetenschappelijke naam van deze soort is voor het eerst geldig gepubliceerd in 2012 door De Prins. 

## Kenmerken
De lengte van de voorvleugels is 2,85 tot 2,96 mm. De grondkleur van de voorvleugel is okerkleurig met witte aftekeningen. De achtervleugels zijn donkergrijs met een lange rand van dezelfde schaduw als de achtervleugels.
De larven voeden zich als mineervlieg op Urena lobata. De mijn heeft de vorm van een semi-transparante vouwmijn die aan de onderzijde van het blad is gemaakt. Op één blad kunnen meerdere mijnen aanwezig zijn.

## Voorkomen
De soort komt voor in tropisch Afrika. Het wordt gevonden in het zuidwesten van Rwanda in bergachtige, gesloten kruinbossen op een hoogte van ongeveer 1800 meter.